# Húsavíkar kirkja
Húsavíkar kirkja  er en færøsk kirke i Húsavík på Sandoy. Kirken er hjemmehørende i Sandoy Præstegæld, Færøerne Provsti, Sandoy Syssel og Færøernes folkekirke
Kirken blev gennemgående restaureret fra 1990 til 2000. Kirken var også kirke for indbyggerne i Dalur, men i 1957 fik de deres egen kirke. Kirken har 200 siddepladser.
Kirken er opført i 1863 (indviet d. 13. september) og er bygget af hvidkalkede sten med tag af græstørv. Over vestenden er der opført en hvid tagrytter i træ med pyramidespir. Kirken har fire vinduer i hver side, mens indgangen til forkirken er i vestsidens nordende. 
Indvendig er der malet hvid op til tagstolen, der ikke er malet. Kirken har halvvalmshvælv. Altertavlen er malet af Sven Havsteen-Mikkelsen og viser en scene fra 2. Påskedag. Lukas 22,13-35. Det er malet i 1991. På væggen ud mod forkirken hænger to tidligere altertavler. Til venstre hænger altertavlen fra 1789, som viser korsfæstelsen. Den til højre altertavle viser Jesus Kristus nadvermåltid (kopi af Leonardo Da Vinci) er fra 1863. Dåbsfadet er af tin, og ligger i en en lakeret døbefont på tre fødder og er stemplet København 1735. Prædikestolen er sekskantet og har aflange panelfelter.  Kirkeskibet er en færøbåd.  Orgelet er fra 1980 med 3½ stemmer. De Smithske Støberier, Ålborg har støbt kirkeklokken  i 1954. Den vejer 85 kg og har et tværmål på 50 cm i diameter. Den bærer indskriften: "soli deo Gloria" – "Gud alene æren". 

## Historie
Húsavík er sandsynligvis fra landnamstiden, og er første gang nævnt skriftlig i Hundebrevet fra slutningen af 1300-tallet, men har eksisteret siden vikingetiden på Færøerne. Et sagn siger, at bygden før lå i kløften Kvíggjagil, vest for den nuværende bygd. Der kan man påvise beboelsestomter, samt hvor der var kirke og kirkegård. Den første kirke menes, at være opført i bygden i 1300-tallet af husfruen på gården Meini á Garði, Guðrun Sjúrðardóttir. 

## Ekstern henvisninger og kilder
- www.folkakirkjan.fo
- Húsavíkar kirkja

61°48′34″N 6°40′42″V / 61.80934°N 6.67845°V